# Богдан Радивојевић
Богдан Радивојевић (Смедеревска Паланка, 2. март 1993) српски је рукометаш који игра на позицији десног крила. Каријеру је започео у РК Партизан, а тренутно наступа за рукометну репрезентацију Србије.

## Достигнућа

### РК Партизан
ЕХФ Челенџ куп
- Треће место : 2011.

Суперлига Србије у рукомету
- Прво место: 2011, 2012.

Куп Србије у рукомету
- -  Прво место: 2011.

Суперкуп Србије у рукомету
- Прво место: 2011, 2012.

### Флензбург-Хандевит
ЕХФ Лига шампиона
- Прво место: 2014.

Рукометна Бундеслига
- Друго место: 2016, 2017.
- Треиће место: 2014, 2015.

Куп Немачке у рукомету
- Прво место: 2014.
- Друго место: 2014, 2016, 2017.

Суперкуп Немачке
- Прво место: 2014.
- Друго место: 2015.

### Рајн-Некар левен
Суперкуп Немачке
- Прво место: 2017.